# Campionati mondiali di nuoto in vasca corta 2024 - 50 metri dorso femminili
La gara dei 50 metri dorso femminili dei campionati mondiali di nuoto in vasca corta 2024 si è svolta il 12 e il 13 dicembre 2024 presso la Duna Aréna di Budapest.

## Podio
| Pos.    | Atleta            | Nazione     |
| ------- | ----------------- | ----------- |
| Oro     | Regan Smith       | Stati Uniti |
| Argento | Katharine Berkoff | Stati Uniti |
| Bronzo  | Kylie Masse       | Canada      |

## Record
Prima della manifestazione il record del mondo (RM) e il record dei campionati (RC) erano i seguenti.
|  | 25"25 | Margaret MacNeil | 16 dicembre 2022 Melbourne |
|  | 25"25 | Margaret MacNeil | 16 dicembre 2022 Melbourne |

Durante la competizione è stato migliorato il seguente record:
|  | 25"23 | Regan Smith |

## Programma
| Data             | Ora   | Turno      |
| ---------------- | ----- | ---------- |
| 12 dicembre 2024 | 9:02  | Batterie   |
| 12 dicembre 2024 | 17:48 | Semifinali |
| 13 dicembre 2024 | 18:04 | Finale     |

## Risultati

### Batterie
| Pos. | Batteria | Corsia | Atleta                 | Nazionalità       | Tempo        | Note |
| ---- | -------- | ------ | ---------------------- | ----------------- | ------------ | ---- |
| 1    | 5        | 1      | Katharine Berkoff      | Stati Uniti       | 25"89        | Q    |
| 2    | 6        | 5      | Ingrid Wilm            | Canada            | 26"06        | Q    |
| 3    | 6        | 4      | Regan Smith            | Stati Uniti       | 26"08        | Q    |
| 4    | 6        | 1      | Kylie Masse            | Canada            | 26"11        | Q    |
| 5    | 5        | 3      | Maaike de Waard        | Paesi Bassi       | 26"19        | Q    |
| 6    | 4        | 5      | Analia Pigrée          | Francia           | 26"22        | Q    |
| 7    | 6        | 3      | Mizuki Hirai           | Giappone          | 26"23        | Q    |
| 8    | 5        | 5      | Sara Curtis            | Italia            | 26"35        | Q    |
| 9    | 6        | 6      | Lora Komoróczy         | Ungheria          | 26"38        | Q    |
| 10   | 5        | 4      | Kira Toussaint         | Paesi Bassi       | 26"48        | Q    |
| 11   | 4        | 4      | Iona Anderson          | Australia         | 26"56        | Q    |
| 12   | 6        | 9      | Hanna Rosvall          | Svezia            | 26"62        | Q    |
| 13   | 4        | 3      | Danielle Hill          | Irlanda           | 26"67        | Q    |
| 14   | 4        | 6      | Anastasija Škurdaj     | NAA               | 26"68        | Q    |
| 15   | 5        | 0      | Fanny Teijonsalo       | Finlandia         | 26"74        | Q    |
| 16   | 6        | 2      | Daryna Nabojčenko      | Rep. Ceca         | 26"86        | Q    |
| 17   | 5        | 7      | Kalia Antoniou         | Cipro             | 26"87        |      |
| 18   | 5        | 8      | Pauline Mahieu         | Francia           | 26"88        |      |
| 19   | 3        | 7      | Miranda Grana          | NAC               | 26"96        |      |
| 20   | 6        | 7      | Savannah-Eve Martin    | Nuova Zelanda     | 26"98        |      |
| 21   | 5        | 2      | Jessica Thompson       | Sudafrica         | 27"10        |      |
| 22   | 5        | 9      | Carmen Weiler          | Spagna            | 27"13        |      |
| 23   | 6        | 8      | Theodōra Drakou        | Grecia            | 27"14        |      |
| 24   | 6        | 0      | Kim Seung-won          | Corea del Sud     | 27"17        |      |
| 25   | 5        | 6      | Lu Xingchen            | Cina              | 27"20        |      |
| 26   | 4        | 8      | Adela Piskorska        | Polonia           | 27"24        |      |
| 27   | 4        | 2      | Elizaveta Agapitova    | NAB               | 27"39        |      |
| 28   | 3        | 5      | Justine Murdock        | Lituania          | 27"52        |      |
| 29   | 2        | 4      | Abril Aunchayna        | Uruguay           | 27"57        |      |
| 30   | 3        | 8      | Masniari Wolf          | Indonesia         | 27"70        |      |
| 31   | 3        | 4      | Xeniya Ignatova        | Kazakistan        | 27"75        |      |
| 32   | 3        | 1      | Zuri Ferguson          | Trinidad e Tobago | 27"83        |      |
| 33   | 4        | 9      | Nika Sharafutdinova    | Ucraina           | 27"91        |      |
| 34   | 4        | 1      | Cindy Cheung           | Hong Kong         | 28"23        |      |
| 35   | 3        | 3      | Liao Yu-fei            | Taipei cinese     | 28"27        |      |
| 36   | 3        | 2      | Saovanee Boonamphai    | Thailandia        | 28"28        |      |
| 37   | 3        | 9      | Elizabeth Jiménez      | Rep. Dominicana   | 28"44        |      |
| 38   | 2        | 5      | Jessica Humphrey       | Namibia           | 28"52        |      |
| 39   | 3        | 0      | Wilina Jules-Marthe    | Capo Verde        | 28"92        |      |
| 40   | 4        | 0      | Mariangela Boitšuk     | Estonia           | 29"02        |      |
| 41   | 2        | 3      | Leanna Wainwright      | Giamaica          | 29"54        |      |
| 42   | 2        | 6      | Lara Giménez           | Paraguay          | 29"60        |      |
| 43   | 2        | 2      | Nubia Adjei            | Ghana             | 29"87        |      |
| 44   | 1        | 6      | Jovana Kuljača         | Montenegro        | 30"10        |      |
| 45   | 2        | 8      | Aaliyah Palestrini     | Seychelles        | 30"45        |      |
| 46   | 2        | 7      | Chanchakriya Kheun     | Cambogia          | 30"59        |      |
| 47   | 1        | 7      | Timipame-Ere Akiayefa  | Nigeria           | 30"64        |      |
| 48   | 2        | 0      | Carolann Faeamani      | Tonga             | 31"13        |      |
| 49   | 2        | 1      | Ganga Senavirathne     | Sri Lanka         | 31"72        |      |
| 50   | 1        | 2      | Juthi Akter            | Bangladesh        | 31"94        |      |
| 51   | 1        | 8      | Lina Goyayi            | Tanzania          | 34"25        |      |
| 52   | 2        | 9      | Ammara Pinto           | Malawi            | 34"28        |      |
| 53   | 1        | 4      | Meher Maqbool          | Pakistan          | 35"08        |      |
| 54   | 1        | 1      | Aragsan Mugabo         | Ruanda            | 35"65        |      |
| 55   | 1        | 5      | Grace Manuela Nguelo'o | Camerun           | 36"50        |      |
| 56   | 1        | 3      | Kamila Ibrahim         | Comore            | 37"91        |      |
| DSQ  | 3        | 6      | Teresa Ivan            | Slovacchia        | Squalificata |      |
| DNS  | 4        | 7      | Janja Šegel            | Slovenia          | Non partita  |      |

### Semifinali
| Pos. | Batteria | Corsia | Atleta             | Nazionalità | Tempo | Note |
| ---- | -------- | ------ | ------------------ | ----------- | ----- | ---- |
| 1    | 2        | 4      | Katharine Berkoff  | Stati Uniti | 25"51 | Q    |
| 2    | 2        | 5      | Regan Smith        | Stati Uniti | 25"66 | Q    |
| 3    | 1        | 4      | Ingrid Wilm        | Canada      | 25"81 | Q    |
| 4    | 1        | 5      | Kylie Masse        | Canada      | 25"98 | Q    |
| 5    | 1        | 6      | Sara Curtis        | Italia      | 26"03 | Q    |
| 6    | 2        | 3      | Maaike de Waard    | Paesi Bassi | 26"14 | Q    |
| 7    | 1        | 3      | Analia Pigrée      | Francia     | 26"22 | Q    |
| 8    | 2        | 7      | Iona Anderson      | Australia   | 26"25 | Q    |
| 9    | 2        | 6      | Mizuki Hirai       | Giappone    | 26"26 |      |
| 10   | 2        | 2      | Lora Komoróczy     | Ungheria    | 26"27 |      |
| 11   | 2        | 1      | Danielle Hill      | Irlanda     | 26"34 |      |
| 12   | 1        | 2      | Kira Toussaint     | Paesi Bassi | 26"35 |      |
| 12   | 1        | 7      | Hanna Rosvall      | Svezia      | 26"35 |      |
| 14   | 1        | 1      | Anastasija Škurdaj | NAA         | 26"48 |      |
| 15   | 1        | 8      | Daryna Nabojčenko  | Rep. Ceca   | 26"67 |      |
| 16   | 2        | 8      | Fanny Teijonsalo   | Finlandia   | 26"72 |      |

### Finale
| Pos.    | Corsia | Atleta            | Nazionalità | Tempo | Note |
| ------- | ------ | ----------------- | ----------- | ----- | ---- |
| Oro     | 5      | Regan Smith       | Stati Uniti | 25"23 |      |
| Argento | 4      | Katharine Berkoff | Stati Uniti | 25"61 |      |
| Bronzo  | 6      | Kylie Masse       | Canada      | 25"78 |      |
| 4       | 3      | Ingrid Wilm       | Canada      | 25"88 |      |
| 5       | 1      | Analia Pigrée     | Francia     | 25"94 |      |
| 6       | 2      | Sara Curtis       | Italia      | 26"26 |      |
| 7       | 7      | Maaike de Waard   | Paesi Bassi | 26"28 |      |
| 8       | 8      | Iona Anderson     | Australia   | 26"31 |      |